# Volker Liche
Volker Liche (* 22. Juli 1941 in Klosterheide) ist ein deutscher Flottillenadmiral außer Dienst der Deutschen Marine.

## Leben
Nach dem Abitur trat Liche am 1. April 1961 in die Bundeswehr ein und durchlief die Ausbildung zum Seeoffizier und zum Flugzeugführer Lockheed F-104. Als Flugzeugführer hatte er verschiedene Verwendungen im Marinefliegergeschwader 2, war Staffelkapitän der 1. Staffel jenen Geschwaders, Stabsoffizier in der Abteilung für Militärisches Nachrichtenwesen im Supreme Headquarters Allied Powers Europe, stellvertretender Kommandeur der Fliegenden Gruppe des Marinefliegergeschwaders 2, Kommandeur der Fliegenden Gruppe des Marinefliegergeschwaders 1, Referent im Führungsstab der Marine (Fü M) III 2 im Bundesministerium der Verteidigung und Adjutant des Inspekteurs der Marine.
Vom 28. September 1987 bis 1. April 1990 war er, als Kapitän zur See, Kommodore des Marinefliegergeschwaders 2. Anschließend kam er bis März 1992 als Chef des Stabes zum Flottenkommando. Diese Dienststellung wurde aufgelöst und der Stellvertreter, Konteradmiral Hans-Jochen Meyer-Höper, übernahm fortan in Personalunion die Aufgabe als Chef des Stabes. 1992/93 war Liche am Naval War College, 1993 zur besonderen Verwendung beim Beauftragten der Marine 2005 und von 1993 bis 1997 Referatsleiter Fü M II.
1997 wurde Liche Stabsabteilungsleiter Fü M II und 1999, im Dienstgrad Flottillenadmiral, Unterabteilungsleiter Rüstung Marine VII in der Hauptabteilung Rüstung im Bundesministerium der Verteidigung. Er wurde mit Ablauf des 30. September 2001 in den Ruhestand versetzt.
Liche ist katholisch, verheiratet und hat zwei Kinder.